# Geu gyeo-ul, baram-i bunda
Geu gyeo-ul, baram-i bunda (그 겨울, 바람이 분다?, lett. Quell'inverno, il vento soffia; titolo internazionale That Winter, The Wind Blows) è una serie televisiva sudcoreana trasmessa su SBS dal 13 febbraio al 3 aprile 2013. È ispirata al dorama del 2002 Ai nante iranē yo, natsu (愛なんていらねえよ、夏? lett. "Non mi serve l'amore, estate").

## Trama
Oh Soo è un orfano, distrutto dalla morte del suo primo amore e del bambino che aspettavano. Conduce una vita apatica, senza obiettivi, come giocatore d'azzardo e playboy. Oh Young è un'ereditiera sola che sente di dover badare a se stessa e agli altri, dopo il divorzio dei genitori e la perdita della vista. Dopo essersi incontrati, Oh Soo, alla disperata ricerca di denaro per ripagare un ingente debito, finge di essere il fratello che la donna ha perduto, e con il tempo si innamorano l'uno dell'altra.

## Personaggi
- Oh Soo, interpretato da Jo In-sung
- Oh Young, interpretata da Song Hye-kyo
- Park Jin-sung, interpretato da Kim Bum
- Moon Hee-sun, interpretata da Eunji
- Wang Hye-ji, interpretata da Bae Jong-ok
- Jo Moo-chul, interpretato da Kim Tae-woo
- Jang Sung, interpretato da Kim Kyu-chul
- Lee Myung-ho, interpretato da Kim Young-hoon
- Son Mi-ra, interpretata da Im Se-mi
- Shim Joong-tae, interpretato da Choi Seung-kyung
- Kim Jung-hyun, interpretato da Han Jung-hyun
- Jo Sun-hee, interpretata da Jung Kyung-soon
- Gangster, interpretato da Kim Jong-hyun
- Padre di Jin-sung, interpretato da Go In-beom
- Jin So-ra, interpretata da Seo Hyo-rim
- Oh Soo, interpretato da Lee Jae-woo
- Moon Hee-joo, interpretata da Kyung Soo-jin
- Jung-woo, interpretato da Yoo Gun

## Ascolti
| Episodio | Data di trasmissione | Dati TNMS           | Dati TNMS                  | Dati AGB            | Dati AGB                   |
| Episodio | Data di trasmissione | A livello nazionale | Area metropolitana di Seul | A livello nazionale | Area metropolitana di Seul |
| -------- | -------------------- | ------------------- | -------------------------- | ------------------- | -------------------------- |
| 1        | 13 febbraio 2013     | 10,1%               | 12,2%                      | 11,3%               | 13,0%                      |
| 2        | 13 febbraio 2013     | 12,0%               | 14,0%                      | 12,8%               | 14,5%                      |
| 3        | 14 febbraio 2013     | 12,3%               | 14,4%                      | 12,4%               | 13,8%                      |
| 4        | 20 febbraio 2013     | 12,5%               | 14,0%                      | 13,4%               | 14,6%                      |
| 5        | 21 febbraio 2013     | 12,9%               | 15,3%                      | 14,1%               | 15,5%                      |
| 6        | 27 febbraio 2013     | 11,5%               | 12,8%                      | 13,0%               | 13,9%                      |
| 7        | 28 febbraio 2013     | 11,8%               | 13,5%                      | 13,9%               | 14,9%                      |
| 8        | 6 marzo 2013         | 11,3%               | 13,9%                      | 13,3%               | 14,8%                      |
| 9        | 7 marzo 2013         | 13,5%               | 15,5%                      | 14,4%               | 16,1%                      |
| 10       | 13 marzo 2013        | 12,3%               | 14,7%                      | 14,2%               | 16,1%                      |
| 11       | 14 marzo 2013        | 12,1%               | 13,6%                      | 14,9%               | 16,9%                      |
| 12       | 20 marzo 2013        | 11,6%               | 13,6%                      | 13,3%               | 14,4%                      |
| 13       | 21 marzo 2013        | 13,6%               | 15,4%                      | 15,3%               | 17,3%                      |
| 14       | 27 marzo 2013        | 12,7%               | 15,1%                      | 14,7%               | 16,2%                      |
| 15       | 28 marzo 2013        | 13,6%               | 15,6%                      | 15,1%               | 16,9%                      |
| 16       | 3 aprile 2013        | 15,4%               | 19,1%                      | 15,8%               | 18,2%                      |
| Media    | Media                | 12,5%               | 14,5%                      | 13,9%               | 15,4%                      |

## Colonna sonora
La colonna sonora è stata interamente composta da Kangta.
1. Gray Paper – Yesung
2. Snowflake – Gummy
3. Winter Love – The One
4. Tears Falling (Guitar ver.) – Boa (Spica)
5. And One – Taeyeon
6. Winter Love (Piano ver.) – The One
7. Tears Falling (Piano ver.) – Boa (Spica)
8. Winter Love – 2eyes
9. Blind Love
10. Wanting to Live
11. With U
12. Goodbye Happiness
13. 7.8 billion won
14. Love and Such Is Not Necessary
15. It's Over
16. Winter Wind
17. Room of Secrets
18. Open Your Eyes
19. Poker Face
20. Misunderstanding
21. Black Jack
22. Warm Eyes
23. Young's Room
24. Meeting Love in Winter

## Riconoscimenti
| Anno | Premio                           | Categoria                                     | Ricevente                  | Risultato       |
| ---- | -------------------------------- | --------------------------------------------- | -------------------------- | --------------- |
| 2013 | Baeksang Arts Awards             | Best Director (Television)                    | Kim Kyu-tae                | Vincitore/trice |
| 2013 | Baeksang Arts Awards             | Best Actress (Television)                     | Song Hye-kyo               | Candidato/a     |
| 2013 | Shanghai Television Festival     | Silver Award for Best Foreign TV Series       | Geu gyeo-ul, baram-i bunda | Vincitore/trice |
| 2013 | Mnet 20's Choice Awards          | 20's Drama Star – Male                        | Jo In-sung                 | Candidato/a     |
| 2013 | Mnet 20's Choice Awards          | 20's Drama Star – Female                      | Song Hye-kyo               | Candidato/a     |
| 2013 | Seoul International Drama Awards | Outstanding Korean Drama                      | Geu gyeo-ul, baram-i bunda | Candidato/a     |
| 2013 | Seoul International Drama Awards | Outstanding Korean Actor                      | Jo In-sung                 | Candidato/a     |
| 2013 | Seoul International Drama Awards | Outstanding Korean Actress                    | Song Hye-kyo               | Candidato/a     |
| 2013 | Korea Drama Awards               | Daesang (Grand Prize)                         | Song Hye-kyo               | Candidato/a     |
| 2013 | Korea Drama Awards               | Best Production Director                      | Kim Kyu-tae                | Candidato/a     |
| 2013 | Korea Drama Awards               | Best Writer                                   | Noh Hee-kyung              | Candidato/a     |
| 2013 | APAN Star Awards                 | Daesang (Grand Prize)                         | Song Hye-kyo               | Vincitore/trice |
| 2013 | APAN Star Awards                 | Top Excellence Award, Actor                   | Jo In-sung                 | Candidato/a     |
| 2013 | APAN Star Awards                 | Top Excellence Award, Actress                 | Song Hye-kyo               | Candidato/a     |
| 2013 | APAN Star Awards                 | Acting Award, Actor                           | Kim Kyu-chul               | Candidato/a     |
| 2013 | APAN Star Awards                 | Acting Award, Actor                           | Kim Tae-woo                | Candidato/a     |
| 2013 | APAN Star Awards                 | Best Performance                              | Eunji                      | Vincitore/trice |
| 2013 | APAN Star Awards                 | Best OST                                      | "Winter Love" – The One    | Vincitore/trice |
| 2013 | Mnet Asian Music Awards          | Best OST                                      | "Winter Love" – The One    | Candidato/a     |
| 2013 | Remarkable Awards                | Best Drama                                    | Geu gyeo-ul, baram-i bunda | Candidato/a     |
| 2013 | Remarkable Awards                | Best Actor                                    | Jo In-sung                 | Candidato/a     |
| 2013 | Remarkable Awards                | Best Actress                                  | Song Hye-kyo               | Candidato/a     |
| 2013 | Remarkable Awards                | Best Actress                                  | Eunji                      | Candidato/a     |
| 2013 | Remarkable Awards                | Best Drama OST                                | "Winter Love" – The One    | Candidato/a     |
| 2013 | SBS Drama Awards                 | SBS Special Award                             | Jo In-sung                 | Vincitore/trice |
| 2013 | SBS Drama Awards                 | Top Excellence Award, Actor in a Miniseries   | Jo In-sung                 | Candidato/a     |
| 2013 | SBS Drama Awards                 | Top Excellence Award, Actress in a Miniseries | Song Hye-kyo               | Vincitore/trice |
| 2013 | SBS Drama Awards                 | Excellence Award, Actor in a Miniseries       | Kim Bum                    | Candidato/a     |
| 2013 | SBS Drama Awards                 | Special Award, Actor in a Miniseries          | Kim Tae-woo                | Candidato/a     |
| 2013 | SBS Drama Awards                 | Special Award, Actress in a Miniseries        | Bae Jong-ok                | Candidato/a     |
| 2013 | SBS Drama Awards                 | New Star Award                                | Eunji                      | Vincitore/trice |
| 2013 | SBS Drama Awards                 | Top 10 Stars                                  | Jo In-sung                 | Vincitore/trice |
| 2013 | SBS Drama Awards                 | Top 10 Stars                                  | Song Hye-kyo               | Vincitore/trice |
| 2013 | SBS Drama Awards                 | Best Couple Award                             | Jo In-sung e Song Hye-kyo  | Candidato/a     |
| 2014 | DramaFever Awards                | Best Actor                                    | Jo In-sung                 | Candidato/a     |
| 2014 | DramaFever Awards                | Best Bromance                                 | Jo In-sung e Kim Bum       | Candidato/a     |
| 2014 | DramaFever Awards                | Most Feels (Drama That Makes Us Cry)          | Geu gyeo-ul, baram-i bunda | Candidato/a     |

## Distribuzioni internazionali
| Paese     | Canale/i    | Prima TV                   | Titolo adottato                                 |
| --------- | ----------- | -------------------------- | ----------------------------------------------- |
| Malaysia  | ONE TV ASIA | 13 marzo-2 maggio 2013     | 那年冬天风在吹 (Quell'inverno, il vento soffia) |
| Singapore | ONE TV ASIA | 13 marzo-2 maggio 2013     | 那年冬天风在吹 (Quell'inverno, il vento soffia) |
| Hong Kong | TVB J2      | 20 giugno-17 luglio 2013   | 那年冬天风在吹 (Quell'inverno, il vento soffia) |
| Taiwan    | GTV         | 16 luglio-16 agosto 2014   | 看見你的愛 (Vedere il tuo amore)                |
| Filippine | ABS-CBN     | 8 luglio-30 agosto 2013    |                                                 |
| Indonesia | Trans TV    | 4-29 novembre 2013         |                                                 |
| Cina      | AHTV-1      | 27 gennaio-5 febbraio 2015 | 那年冬天風在吹 (Quell'inverno, il vento soffia) |